# Vejle Idrætsforening
Vejle Idrætsforening (eller Vejle IF, VIF) blev stiftet den 7. maj 1907.
Idrætsforeningen har både en atletik-, triatlon- og en motionsafdeling. Klubben er ligeledes, sammen med Esbjerg AM, kraftcenter i Sønderjylland, (dvs. samlingsted for ungdomsatletik).
Idrætsforeningen arranger årligt en række motionsløb, her kan blandt andre nævnes Tour de Munkebjerg, som starter med 5 km flad løb, hvorefter de sidste 1.3 km går op ad bakke.

## Tidligere atleter
- Lars Werge Andersen
- Niels Grøn
- Bjarne Ibsen
- Laurits Jørgensen
- Johannes Keilstrup
- Ole Lindskjold
- Klaus Rønn
- Svend Aage Thomsen
- Troels Troelsen